# Kabinett Asquith I

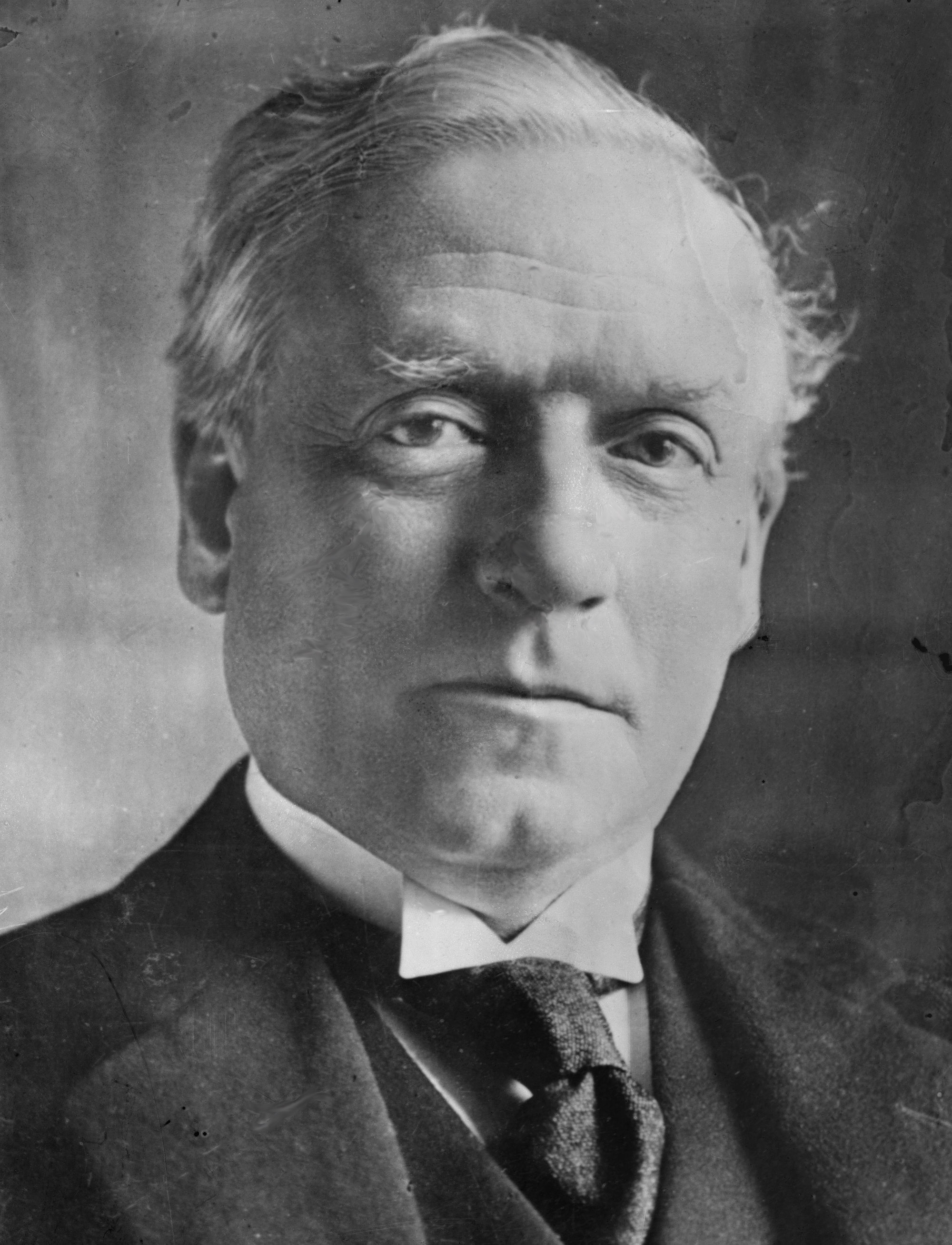
Herbert Henry Asquith war zwischen 1908 und 1916 Premierminister.

Das Kabinett Asquith I war die Regierung im Vereinigten Königreich vom 5. April 1908 bis zum 25. Mai 1915. Zu Beginn des 20. Jahrhunderts hatte Großbritannien mit schweren wirtschaftlichen, politischen und sozialen Problemen zu ringen.
Das Kabinett wurde von Premierminister Herbert Henry Asquith von der Liberal Party gebildet und löste die Regierung Campbell-Bannerman ab. Dem Kabinett gehörten nur Mitglieder der Liberal Party an. Das Kabinett wurde am 25. Mai 1915 von der Zweiten Regierung Asquith abgelöst.

## Regierungsjahre 1908 bis 1915

### Unterhauswahlen
Die Liberal Party verfügte seit den Unterhauswahlen vom 12. bis 29. Januar 1906 über eine breite absolute Mehrheit im Unterhaus (House of Commons) von 49,4 Prozent und stellten durch das Mehrheitswahlsystem 399 der 670 Sitze im Unterhaus. Die Conservative Party unter der Führung von Arthur James Balfour erhielt 43,4 Prozent und kam auf 131 Abgeordnete. Die Irish Parliamentary Party (IPP), die sogenannten Irish Nationalists, unter John Redmond stellten trotz eines Stimmenanteils von nur 0,7 Prozent 83 Abgeordnete, wobei sie 75 Wahlkreise ohne Gegenkandidaten holte. Die Labour Party erhielt 4,8 Prozent und 29 Mandate. Die Liberalen Unionisten von Joseph Chamberlain holten 25 Sitze, während drei Sitze an andere Kandidaten fielen.
Im Laufe der Amtszeit kam es zu zwei weiteren Unterhauswahlen. Aus den Unterhauswahlen vom 15. bis 31. Januar 1910 ging die Liberal Party von Premierminister Asquith mit 43,5 zwar nur als Zweiter hervor, gewann aufgrund des Wahlsystems allerdings 274 Sitze der 670 Mandate im Unterhaus. Die Conservative Party von Arthur James Balfour konnte sich zwar mit 46,8 Prozent auf den ersten Platz verbessern, erhielt jedoch lediglich 240 Sitze. Die Irish Nationalists von John Redmond erhielt mit 1,9 Prozent 82 Mandate, davon 55 Wahlkreise ohne Gegenkandidaten. Die Labour Party unter Führung von Arthur Henderson kam auf 7 Prozent und 40 Mandate. Die Liberalen Unionisten von Joseph Chamberlain kamen auf 32 Mandate, während zwei weitere Parteilose dem Unterhaus angehörten.
Bereits elf Monate später kam es zum nächsten Urnengang: bei den Unterhauswahlen vom 3. bis 19. Dezember 1910 ging die Liberal Party des Premierministers mit 44,2 Prozent abermals als Zweiter hervor, gewann aber 272 der 670 Mandate. Die Conservative Party von Arthur James Balfour erhielt 46,6 Prozent und 235 Sitze. Die Irish Nationalists von John Redmond holten 2,5 Prozent und 84 Mandate. Die Labour Party, nunmehr angeführt von George Nicoll Barnes kam auf 6,4 Prozent und 42 Mandate. Joseph Chamberlains Liberal Unionists holte 36 Mandate im Unterhaus, während ein weiteres Mitglied des House of Commons Parteiloser war. Am 8. November 1910 trat Arthur James Balfour als Vorsitzender der Conservative Party zurück und wurde von Andrew Bonar Law abgelöst.

### Innenpolitische Ereignisse

#### DieDaily-Telegraph-Affäre und Krönung Georgs V.

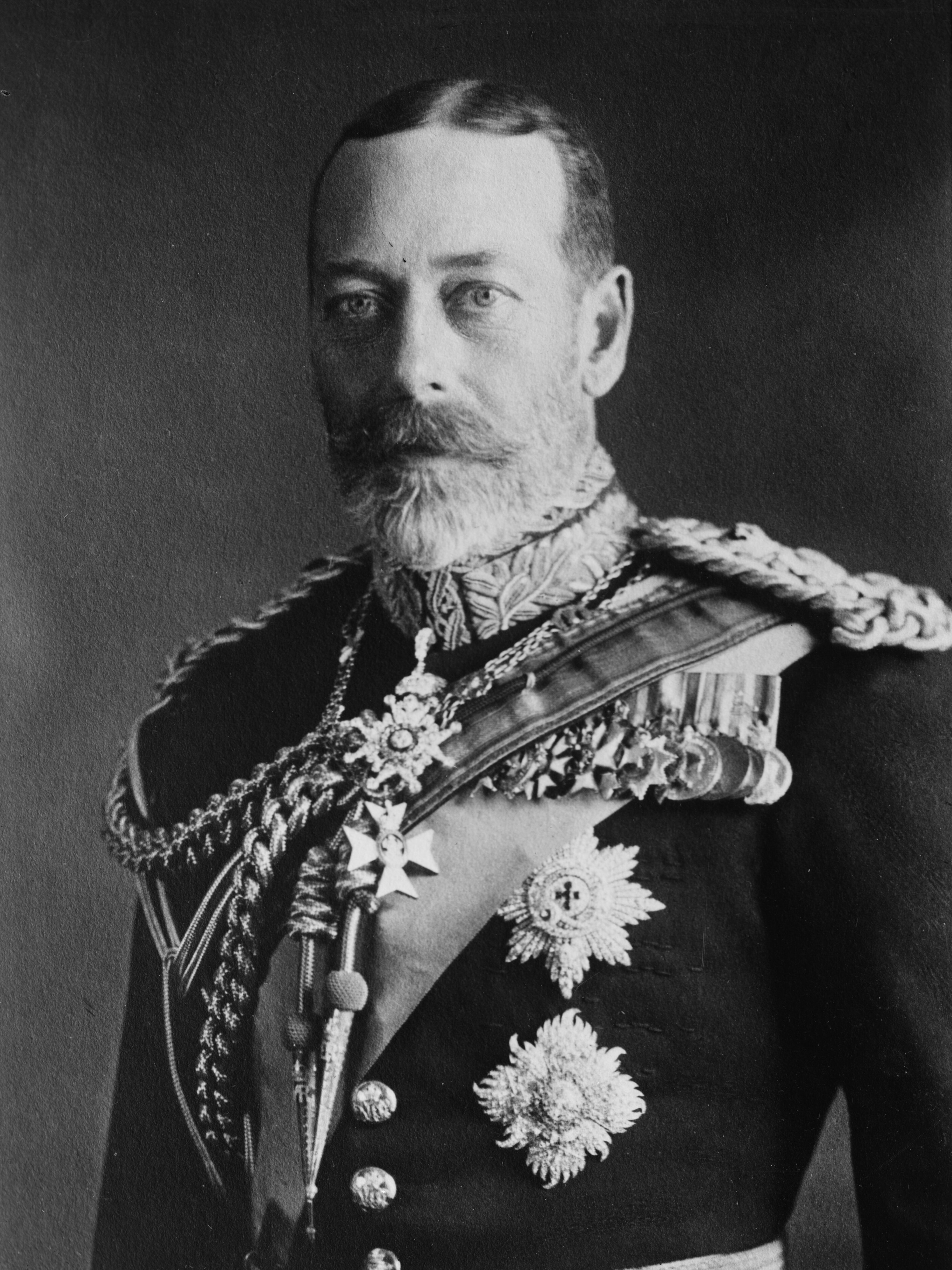
Georg V. wurde 1910 König und Kaiser von Indien.

König Eduard VII. eröffnete am 13. Juli 1908 im für 60.000 Pfund neuerbauten White City Stadium offiziell die IV. Olympischen Sommerspiele. Im Gegensatz zu den Olympischen Sommerspielen 1900 in Paris und den Olympischen Sommerspielen 1904 in St. Louis sind die Olympischen Spiele 1908 nicht mehr nur ein Anhängsel einer gleichzeitig stattfindenden Weltausstellung, sondern haben eine eigene sportpolitische Identität. Bei der Eröffnungsfeier ziehen die erstmals einheitlich gekleideten Mannschaften hinter ihrer Nationalfahne ins Olympiastadion ein: 2035 Wettkämpfer aus 32 Ländern – darunter 36 Frauen – streiten um die erstmals vergebenen 110 Goldmedaillen in 21 Sportarten. London 1908 ist der erste große und alles in allem gut vorbereitete und abgewickelte internationale Sport-Wettkampf des 20. Jahrhunderts.
Die britisch-deutschen Beziehungen verschlechterten sich am 27./28. Oktober 1908 im Zuge der sogenannten „Daily-Telegraph-Affäre“. In der Tageszeitung The Daily Telegraph erschien ein Artikel, in dem der deutsche Kaiser Wilhelm II. zur Beziehung zwischen Großbritannien und dem Deutschen Reich Stellung nahm. Der Kaiser erklärte unter anderem in diesem Interview, dass er, im Gegensatz zum Großteil seiner Landsleute, ein Freund Großbritanniens sei. Die deutsche Öffentlichkeit war über das Interview entsetzt. Fast alle Zeitungen und Parteien verurteilten die Auslassungen des Kaisers: Diese schädigten den Ruf des Deutschen Reichs und machten seine Politik unglaubwürdig.
Nach neunjähriger Regentschaft starb König Eduard VII. am 6. Mai 1910 im Buckingham Palace an einer asthmatischen Herzaffektion. Bei seiner Beerdigung am 20. Mai 1910 säumten Zehntausende die Straßen, um dem Monarchen die letzte Ehre zu erweisen. Sein Sohn folgte ihm als Georg V. auf den Thron, leistete am 7. Mai 1910 den Eid auf die Verfassung und wurde zum Oberlehnsherrn aller Länder der britischen Krone proklamiert. Die Krönung Georgs V. und seiner Ehefrau Maria – auch die zum Kaiser von Indien – fand erst am 22. Juni 1911 in der Westminster Abbey statt. An diesem pompösen Zeremoniell nahmen der gesamte englische Adel, die Abgesandten aller Höfe der Erde und Tausende Gäste teil. Mehr als drei Millionen Menschen säumten die Straßen des Krönungszuges auf dem Weg zur Westminster Abbey.

#### Haushaltskrise 1909, dasParliamentary Act1911 und andere Gesetze

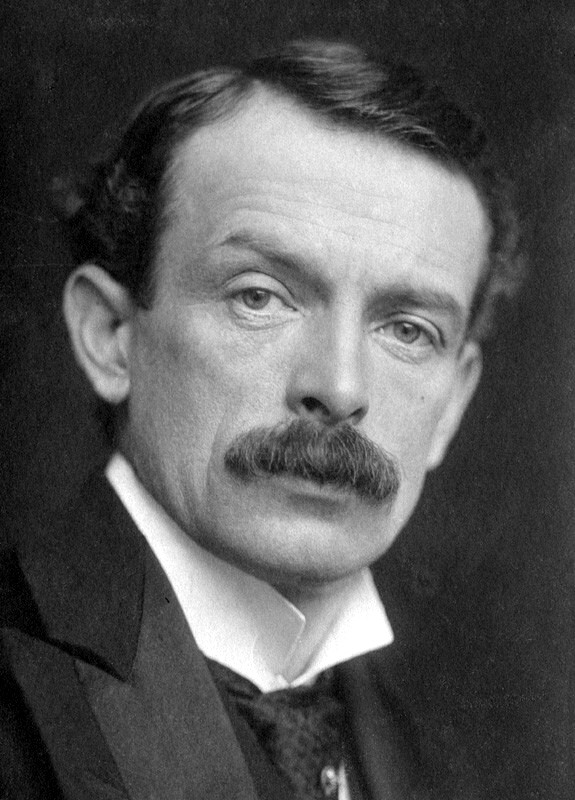
David Lloyd George legte als Schatzkanzler 1909 ein geradezu revolutionäres Budget vor, das zu einem schweren Verfassungskonflikt führte.

1908 hatte das Parlament für eine beitragsunabhängige Rente von 60 Pence (5 Denarius) pro Woche für eine Minderheit von Menschen über 70 Jahren gestimmt. Unter dem Zwang, einen Fehlbetrag von 15 Millionen Pfund im Staatshaushalt decken zu müssen, legte David Lloyd George als Schatzkanzler am 29. April 1909 mit dem sogenannten „People’s Budget“ ein geradezu revolutionäres Budget vor. Um auch noch eine Erhöhung der Ausgaben für die Kriegsflotte um 3 Millionen Pfund, welche die Regierung als „Opfer für die Sicherheit des Landes“ vom Parlament forderte, herauszuwirtschaften, konnte er sich nicht damit begnügen, die bereits bestehenden Steuern zu erhöhen, sondern er führte ein anderes Steuersystem ein, das den 700.000 Steuerpflichtigen mit kleinem Einkommen Erleichterungen brachte, dafür aber hohe Einkommen und große Vermögen wie auch Grundbesitz und Erbfall stärker belastete sowie eine „Supersteuer“ von 6 Denarius auf einen Pfund bei einem jährlichen Einkommen von mehr als 5.000 Pfund pro Jahr. Das Budget wurde vom Unterhaus nach wochenlangen Debatten mit der eindrucksvollen Mehrheit von nicht weniger als 230 Stimmen angenommen. Das Oberhaus hingegen, das letzte Bollwerk der konservativen Aristokratie, erhob gegen dagegen Einspruch und beschwor damit einen schweren Verfassungskonflikt herauf. Zuvor hatte die konservative Mehrheit am 30. November 1909 den Haushaltsentwurf mit 350 zu 75 Stimmen abgelehnt. Aber Lloyd George war nicht der Mann, sich von der „Partei der Herzöge“ und den Repräsentanten einer längst verschwundenen Zeit Steine in den Weg legen zu lassen. Durch das Labour Exchanges Act 1909 wurden am 1. Februar 1910 die ersten Arbeitsvermittungen (Labour Exchanges) für Erwerbslose eröffnet. Am 29. April 1910 wurde der Gesetzesentwurf für das Volksbudget („People’s Budget“) Gesetz.
Im Zuge des schweren Verfassungskonfliktes reiste Schatzkanzler Lloyd George im Lande umher, hielt bissige scharfe Reden gegen die Lords und brachte die öffentliche Meinung so gegen diese auf, dass der neue König George V. sich ihr beugte und das Oberhaus mit einem sogenannten Peers-Schub bedrohte, der darin bestanden hätte, dass eine entsprechende Anzahl liberaler Politiker geadelt und damit Mitglieder des Oberhauses geworden wären, was die Mehrheitsverhältnisse in der ersten Kammer geändert hätte. Das House of Commons beschloss im Mai 1910, dem House of Lords das Vetorecht bei der Finanzierung von Rechnungen zu entziehen. Das Parlamentsgesetz (Parliamentary Act) vom 10. August 1911 entzog schließlich dem Oberhaus sämtliche finanzpolitischen Befugnisse und begrenzte die aufschiebende Wirkung seines Einspruchs gegen ein vom Unterhaus beschlossenes Gesetz auf zwei Jahre. Gleichzeitig wurde den Mitgliedern des Unterhauses, die ihr Mandat bisher ehrenamtlich ausgeübt hatten, ein Umstand, der für viele von ihnen materielle Sorgen mit sich brachte, eine jährliche Entschädigung von 400 Pfund Sterling zuerkannt. Mit all diesen Maßnahmen war der Sieg des Mehrheitsprinzips und der Volkssouveränität besiegelt.
Im November 1910 brachen in Wales in Tonypandy im Rhondda Valley zivile Unruhen aus, die aus einer Streikwelle in der Bergbauindustrie bestanden. Innenminister Winston Churchill schickte 300 zusätzliche Polizisten aus London, um die Unruhen zu unterdrücken. 1911 begann ein Streik der Hafenbahner und Eisenbahner, der bis 1913 andauerte. Während einer antideutschen Spionagedrohung verabschiedete das Parlament am 22. August 1911 ein Amtsgeheimnisgesetz (Official Secrets Act), das die Veröffentlichung geheimer Informationen ohne Erlaubnis unter Strafe stellte. Im Dezember 1911 verabschiedete das Parlament die erforderlichen Gesetze für ein Nationalversicherungsprogramm, das die Zahlung von Kranken- und Arbeitslosengeld vorsah. Nach dem Beispiel der meisten anderen europäischen Staaten wurde 1912 das Telefon- und Telegrafenwesen als Telegraph Office unter dem Dach des General Post Office (GPO) verstaatlicht. Das Unterhaus billigte am 19. Mai 1914 in dritter Lesung einen Gesetzentwurf zur Trennung von Staat und Kirche in Wales. Wie auch vergleichbare Gesetzesvorlagen im Königreich Belgien und im Königreich Italien dokumentierte dies die seit 1914 anhaltenden Machtkämpfe zwischen Klerus und Staat in Europa.

#### Kampf um das Frauenwahlrecht

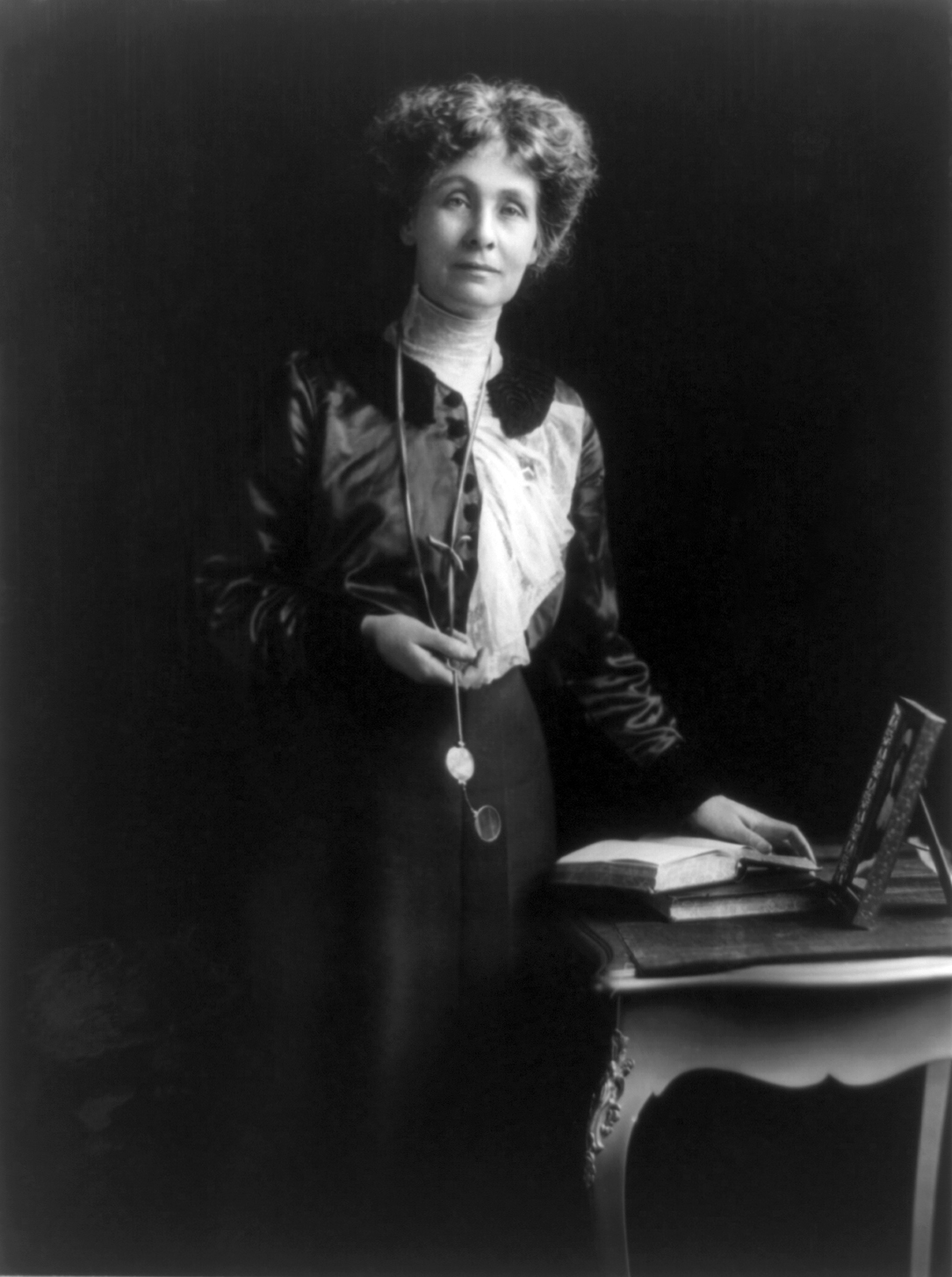
Emmeline Pankhurst setzte sich mit den „Suffragetten“ – zunehmend gewaltbereiter – für das Frauenwahlrecht ein.

Am 29. Juni 1909 stürmten mehrere hundert Frauenrechtlerinnen das Unterhaus. Die Suffragetten fordern vom Parlament die Einführung des Frauenwahlrechts. Die Demonstrantinnen lieferten der Polizei eine regelrechte Straßenschlacht. 115 Frauen wurden festgenommen. Mit dem Sturm auf das Unterhaus hatte der Kampf der Frauen für ihre Rechte einen neuen Höhepunkt erreicht. Da solche Aktionen bislang jedoch kaum Wirkung zeigten, waren die Suffragetten zunehmend auch zu Gewalttaten bereit. Eine Erfüllung der politischen Forderungen war jedoch nicht in Sicht.

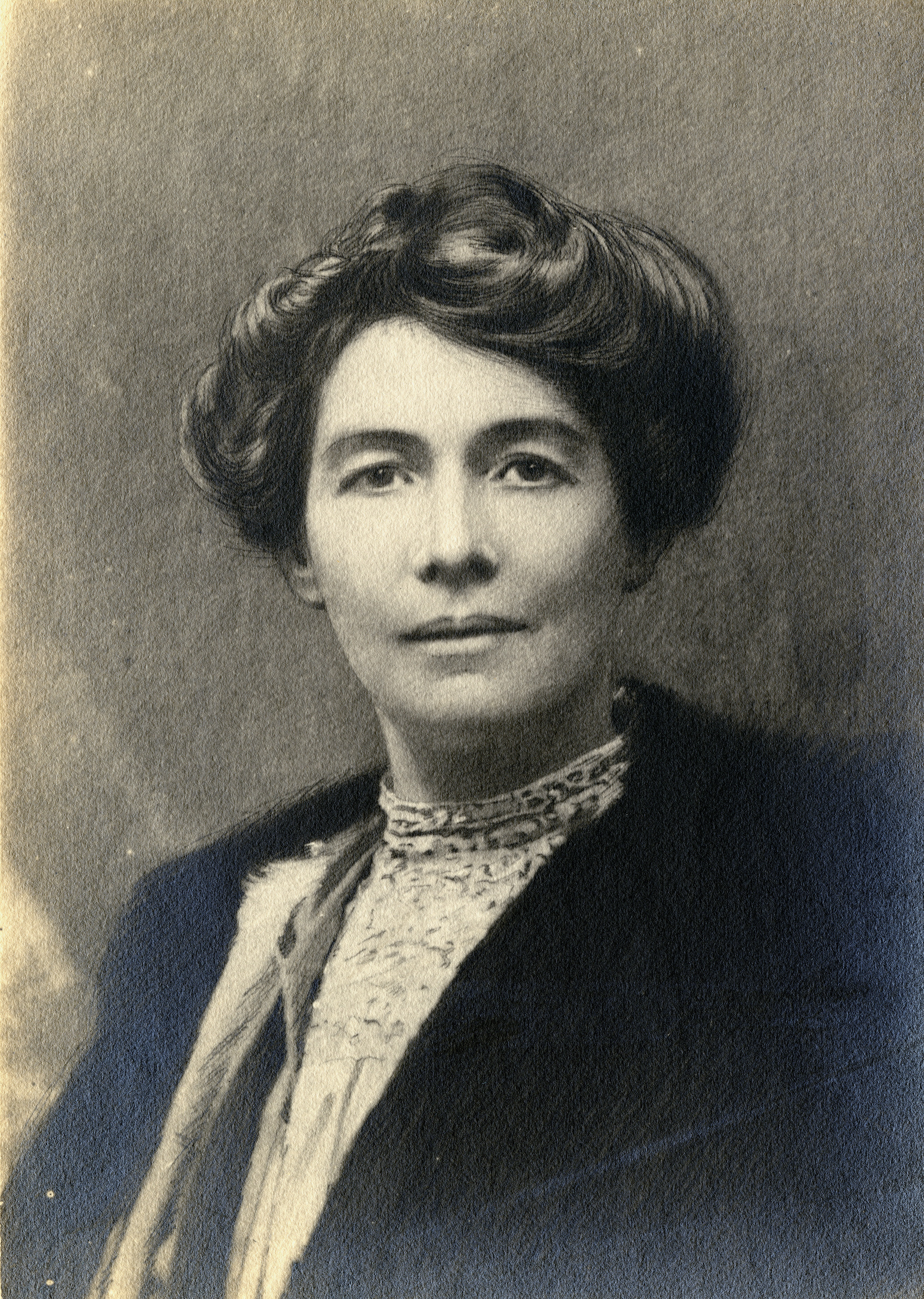
Emmeline Pethick-Lawrence war die Anstifterin der Unruhen der Suffragetten im November 1911.

Nachdem Premierminister Asquith am 22. November 1910 im Parlament die Frage des Vorsitzenden der Labour Party und Unterhausabgeordneten Keir Hardie nach dem Frauenwahlrecht ausweichend beantwortete, zogen mehrere Hundert Suffragetten unter Leitung von Emmeline Pankhurst in die Downing Street, um den Amtssitz des Premierministers zu zerstören. Der eintreffende Premierminister wurde attackiert und konnte von der Polizei nur mit Mühe in Sicherheit gebracht werden. Zwischen den Frauen und der Polizei kam es zu Schlägereien. Es war bereits zuvor vor dem Unterhaus zu Krawallen zwischen den Frauen und der Polizei gekommen, wofür am 25. November 1910 25 Suffragetten zu bis zu zwei Monaten Zwangsarbeit verurteilt wurden. Der militante Flügel der Frauenrechtlerinnen bediente sich zunehmend gewaltsamer Aktionsformen, nachdem parlamentarische Eingaben, traditionelle Demonstrationen und politische Diskussionen nicht zur Durchsetzung des Frauenstimmrechts führten. Nachdem es bereits im Jahr zuvor zu Ausschreitungen der Suffragetten gekommen war, setzten die militanten Frauenrechtlerinnen ihren Kampf für das Frauenwahlrecht unvermindert heftig fort. Am 21. November 1911 verhinderte die Londoner Polizei den Versuch der Suffragetten, das Unterhaus zu stürmen. Mit der Aktion wollten die Frauen gegen den Plan der Regierung Asquith protestieren, 1912 das allgemeine Wahlrecht nur für Männer einzuführen. Gleichzeitig warfen an diesem Tag Suffragetten zahlreiche Fensterscheiben von Ministerien, Clubs, Warenhäusern, Zeitungsredaktionen und Privathäusern ein. Die Polizeibeamten verhafteten 223 Frauen, darunter die Anstifterin der Unruhen, Emmeline Pethick-Lawrence. Am frühen Morgen des 19. Februar 1913 sprengten Frauenrechtlerinnen in Walton-on-the-Hill mit einer im Schlafzimmer deponierten Bombe das neu erbaute Landhaus des Schatzkanzlers David Lloyd George. In einer am Abend gehaltenen Rede übernahm die Suffragette Emmeline Pankhurst die Verantwortung für den Bombenanschlag. Pankhurst wurde verhaftet, allerdings gegen eine Kaution von 700 Pfund wieder freigelassen. Die Suffragetten hatten ihren militanten Kampf für das Frauenstimmrecht im Februar 1913 wieder aufgenommen, nachdem die von Premierminister Herbert Asquith geführte Regierung eine Gesetzesvorlage zur Frauenwahlrechtsreform am 27. Januar 1913 wegen mangelnder Aussicht auf parlamentarische Zustimmung zurückgezogen hatte.

#### Die Irland-Frage und dieHome Rule Bill 1912

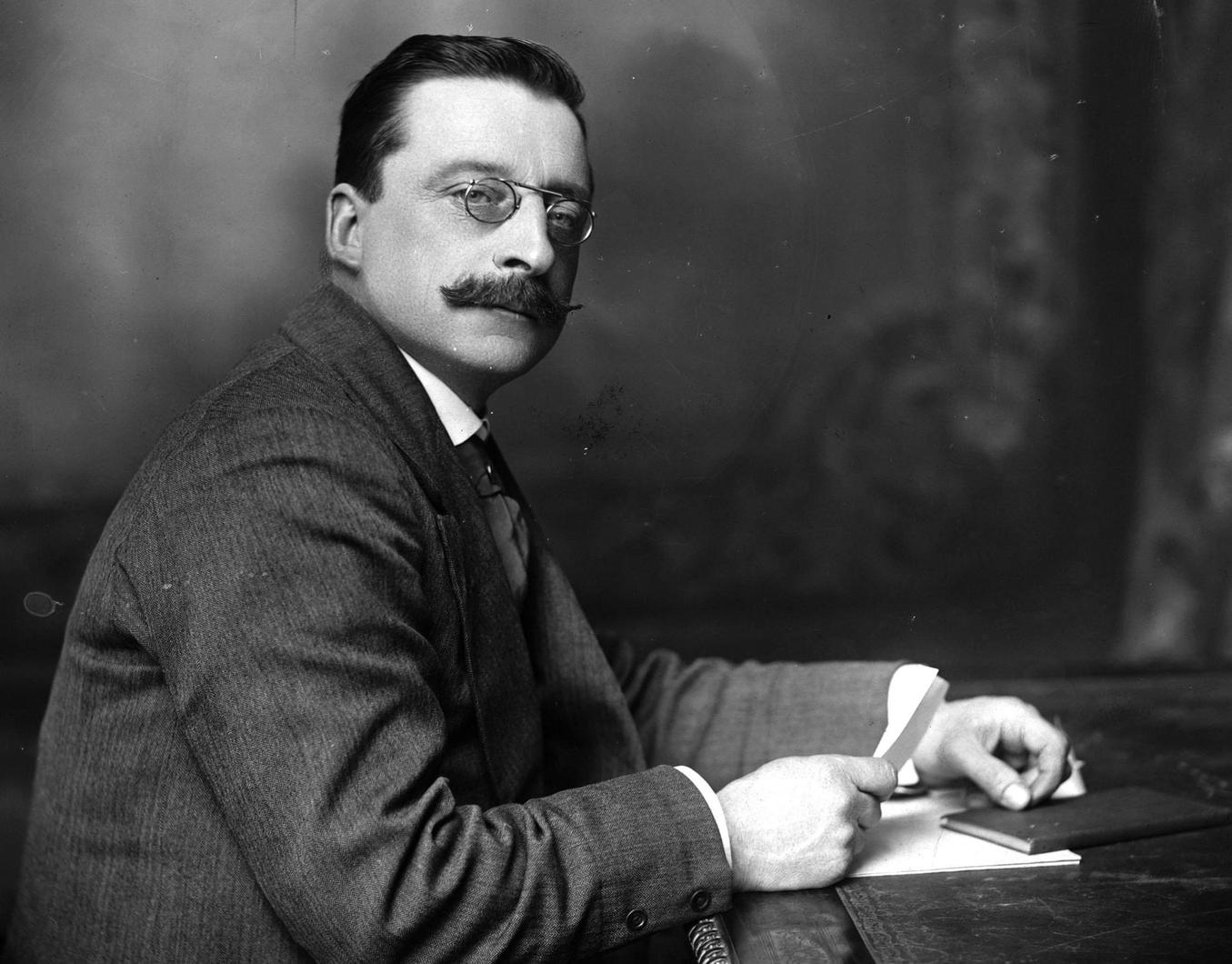
Arthur Griffith war 1905 Gründer der irisch-nationalistischen Bewegung Sinn Féin.

Die irische Frage nahm eine ähnliche Entwicklung wie die Frage des Frauenwahlrechts. Nach dem Tode von Charles Stewart Parnell entstand bereits am 28. November 1905 mit der Sinn Féin eine neue nationalistische Bewegung. Diese betonte die rassische Gegensätzlichkeit zwischen Kelten und Angelsachsen. Es war nur folgerichtig, dass sie die gälische Sprache zu neuem Leben erweckte und eine besondere Organisation zu deren Verbreitung im Volk schuf. Die Partei ging schon sehr bald zu Gewalttaten über, aber die Lage gestaltete sich wegen der englischen Bevölkerung von Ulster im Nordosten Irlands verworren und schwierig. Diese bestand aus eifrigen Protestanten, bewaffnete sich ihrerseits und stellte militärische Verbände unter dem Befehl englischer Offiziere auf.

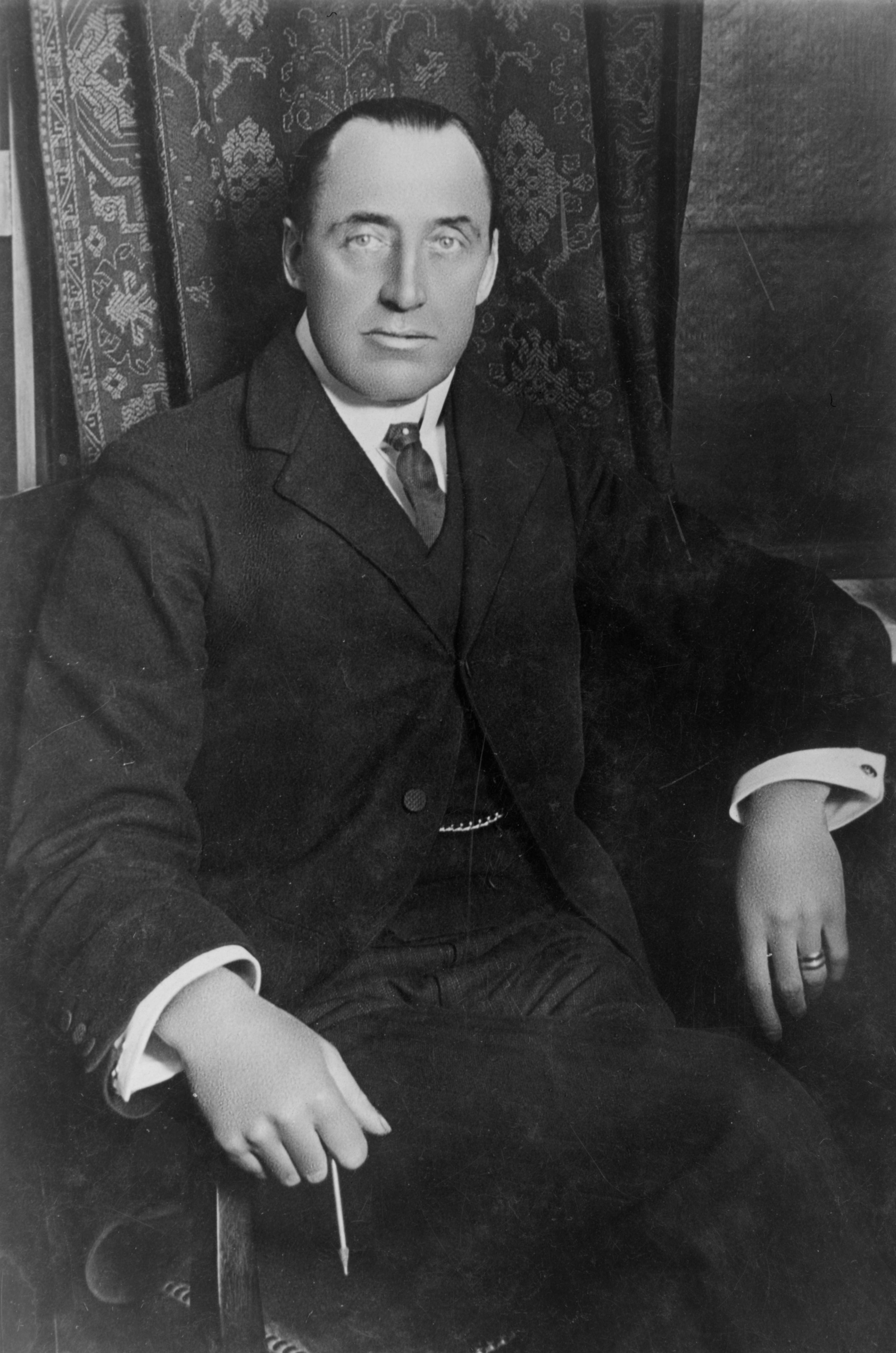
Sir Edward Carson war ein Gegner der Home Rule Bill 1912.

Am 11. April 1912 war das liberale Kabinett Asquith auf die Stimmen der irischen Abgeordneten im Parlament angewiesen. Daher stimmten die Liberalen der Home Rule Bill 1912 für Irland zu. Dieses Gesetz gewährte der Insel eine weitreichende Autonomie mit einem eigenen Parlament, einem verantwortlichen Ministerium und einem Stellvertreter des Königs in Dublin, dem Lord Lieutenant of Ireland. Die britische Regierung behielt sich allerdings die Außen- und die Verteidigungspolitik vor. Auch sollte im Unterhaus weiterhin eine irische Abordnung Sitz und Stimme behalten. Das Gesetz wurde nach zweimaliger Verabschiedung durch das Unterhaus 1912 und 1913 und jeweiligem Veto des Oberhauses im Mai 1914 endgültig und ohne weitere Vetomöglichkeit des Oberhauses verabschiedet.
In Anbetracht der Proteste von Ulster und der bedrohlichen Möglichkeit eines Bürgerkrieges wurde das Inkrafttreten des Gesetzes 1914 auf einen späteren Zeitpunkt verschoben und dieses dann von den Ereignissen des Ersten Weltkrieges derart überholt, dass es nie zur Anwendung gelangte. Die in Ulster ansässigen Protestanten unter Führung von Sir Edward Carson hatten bereits im Zuge der Beratungen zur Third Irish Home Rule Bill die Ulster Volunteer Force (UVF) gegründet und in einer „Feierlichen Liga und Bund“ geschworen, sich seiner Einführung mit Gewalt zu widersetzen:
„Wir sind aufs tiefste davon überzeugte, dass die Gewährung der Home Rule für die Wohltat nicht nur Ulster, sondern von ganz Irland verhängnisvoll wäre. Sie widerspricht unseren religiösen und staatsbürgerlichen Anschauungen und gefährdet die Einheit des Empire. Daher verpflichten wir uns, alle gebotenen Mittel anzuwenden, um die Verschwörung zu überwinden, die es gegenwärtig darauf anlegt, in Irland ein Parlament aus Anhängern der Home Rule zu schaffen. Für den Fall, dass uns ein solches Parlament aufgezwungen werden sollte, leisten wir den feierlichen Schwur, dass wir uns ihm nicht unterordnen werden.“

### Außenpolitische Ereignisse

#### Kolonialpolitik und Gründung der Südafrikanischen Union

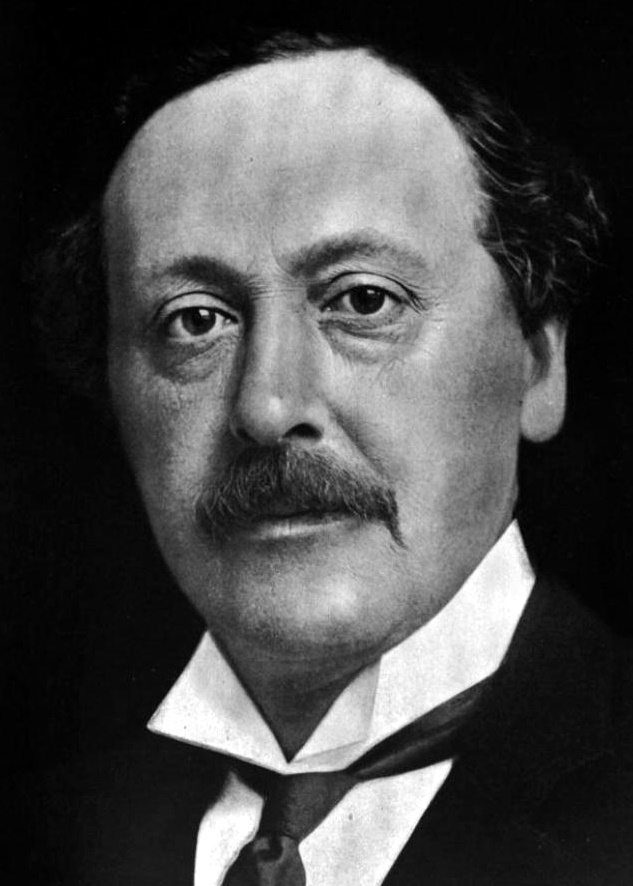
Herbert Gladstone, 1. Viscount Gladstone wurde 1910 erster Generalgouverneur in der Südafrikanischen Union.

In Persien wurde am 26. Mai 1908 das weltweit größte Erdölvorkommen gefunden. Die britische Regierung kaufte die Konzession, die dem Neuseeländer William Knox D’Arcy 1901 vom Schah von Persien gewährt wurde, und gründete im April 1909 die Anglo-Persian Oil Company. Um seine Ölvorräte während des Krieges zu schützen, übernahm Großbritannien 1914 eine Mehrheitsbeteiligung an der Anglo-Persian Oil Company.
In Britisch-Indien erhöhte das Indian Councils Act 1909, die nach Außenminister John Morley und dem Vizekönig von Indien Gilbert Elliot-Murray-Kynynmound, 4. Earl of Minto auch Morley-Minto-Reformen genannt wurden, die indische Vertretung in der Kommunalverwaltung. Die Reformen waren jedoch zu begrenzt, um Nationalisten zufrieden zu stellen.
Am 21. Dezember 1909 traf der neu ernannte Hochkommissar für Südafrika, Herbert Gladstone, 1. Viscount Gladstone, in seinem Amtssitz ein. Er ist formell der letzte Vertreter der britischen Krone am Kap, wo er nach dem South Africa Act von 1909 die vier südafrikanischen britischen Kolonien Kapkolonie, Natal, der Oranjefluss-Kolonie und Transvaal-Kolonie durch Vereinigung innerhalb von sechs Monaten als Südafrikanische Union in die Unabhängigkeit führen soll. Dabei arbeitete er eng mit dem designierten ersten Premierminister von Südafrika, Louis Botha, zusammen. Botha, der als Befehlshaber im Zweiten Burenkrieg gegen die Briten kämpfte, trat nun für eine Versöhnungspolitik ein. Durch den Zusammenschluss der vier Kolonien wurde am 31. Mai 1910 das britische Dominion Südafrikanische Union gegründet. Die Hauptstadt wurde Pretoria und der Sitz des Parlaments Kapstadt. Während Botha erster Premierminister wurde, wurde Herbert Gladstone Generalgouverneur in Südafrika. Die erste Verfassung des neuen südafrikanischen Staates schrieb die Apartheid, die Benachteiligung der schwarzen Bevölkerung fest.
Mohandas Karamchand Gandhi kehrte 1914 nach Britisch-Indien zurück, wo er die britischen Kriegsanstrengungen unterstützte, obwohl er die britische Regierung in Indien kritisierte. Er entwickelte jedoch auch seine Ideen von Satyagraha (Wahrheitskraft) oder passivem Widerstand. Seine Rückkehr nach Indien feierte er mit einem öffentlichen Fasten. Am 1. Januar 1914 vereinigte Großbritannien Nord- und Südnigeria zur Kolonie und Protektorat Nigeria.

#### Flottenwettrüsten

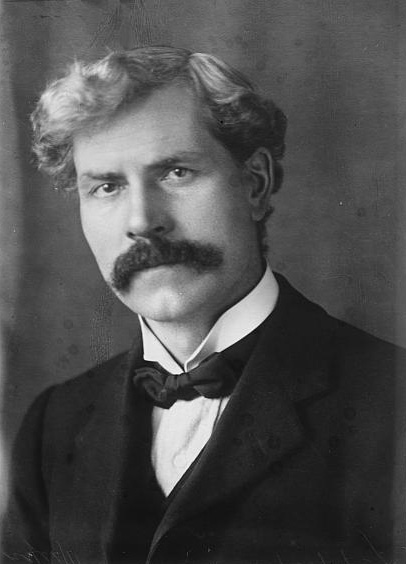
Der pazifistische Flügel der Labour Party unter Ramsay MacDonald stimmte am 4. August 1914 gegen einen Eintritt Großbritanniens in den Ersten Weltkrieg.

In London stellte der französische Premierminister Louis Barthou am 4. August 1913 Premierminister Asquith konkrete Pläne zum Bau eines Tunnels unter dem Ärmelkanal vor. Danach sollten von Sangatte nach Dover in 100 Metern Tiefe zwei parallel verlaufende Tunnelröhren gebaut werden. Während Barthou den wirtschaftlichen Nutzen eines Kanaltunnels heraushebt, wehrten britische Politiker – wie bereits Premierminister Henry Campbell-Bannerman während seiner Regierungszeit am 21. März 1907 – das Projekt aus verteidigungsstrategischen Gründen ab. Am 13. April 1912 wurde das Royal Flying Corps (RFC) gegründet, aus dem am 1. April 1918 die Royal Air Force (RAF) hervorging. Das Unterhaus verabschiedete am 28. März 1913 nach einer zweitägigen Debatte den Flottenetat der Royal Navy für das Haushaltsjahr 1913/1914. Neben einer Erhöhung des Personalbestandes war der Bau von fünf Schlachtschiffen, acht Kleinen Kreuzern und 16 Torpedobootzerstörern vorgesehen. Der britische Flottenetat setzte ein Wettrüsten zwischen dem Deutschen Reich und Großbritannien fort, das mit dem vom deutschen Staatssekretär im Reichsmarineamt, Großadmiral Alfred von Tirpitz initiierten zweiten deutschen Flottengesetz 1900 begann.

#### Beginn des Ersten Weltkrieges
In den Morgenstunden des 4. August 1914 marschierten Truppen des Deutschen Heeres in Belgien ein und rückten auf Lüttich vor. Der unter Verletzung der belgischen Neutralität vollzogene Einmarsch markierte den Beginn der deutschen Westoffensive. Um 14 Uhr überreichte der britische Botschafter im Deutschen Reich Sir Edward Goschen in Berlin ein Ultimatum Großbritanniens, in dem das Deutsche Reich aufgefordert wurde, eine verbindliche Zusicherung über die Respektierung der belgischen Neutralität zu geben. Nachdem der deutsche Reichskanzler Theobald von Bethmann Hollweg bis Mitternacht die gewünschte Zusicherung nicht gab, erklärte Sir Edward Goschen, dass sich Großbritannien nun mit dem Deutschen Reich im Kriegszustand befinde. Zuvor hatte das Unterhaus am 4. August 1914 mit Ausnahme des pazifistischen Flügels der Labour Party unter Ramsay MacDonald. Da Großbritannien unzureichend auf einen großen Landkrieg vorbereitet war, erwiesen sich bisher unbekannte staatliche Eingriffe in Wirtschaft und Gesellschaft wie Produktionslenkung, Handelsregelungen, Verbrauchsbeschränkungen, allgemeine Wehrpflicht, Arbeitsverpflichtungen und Einschränkungen des Streikrechts als unumgänglich.

#### Kriegsjahre 1914 und 1915

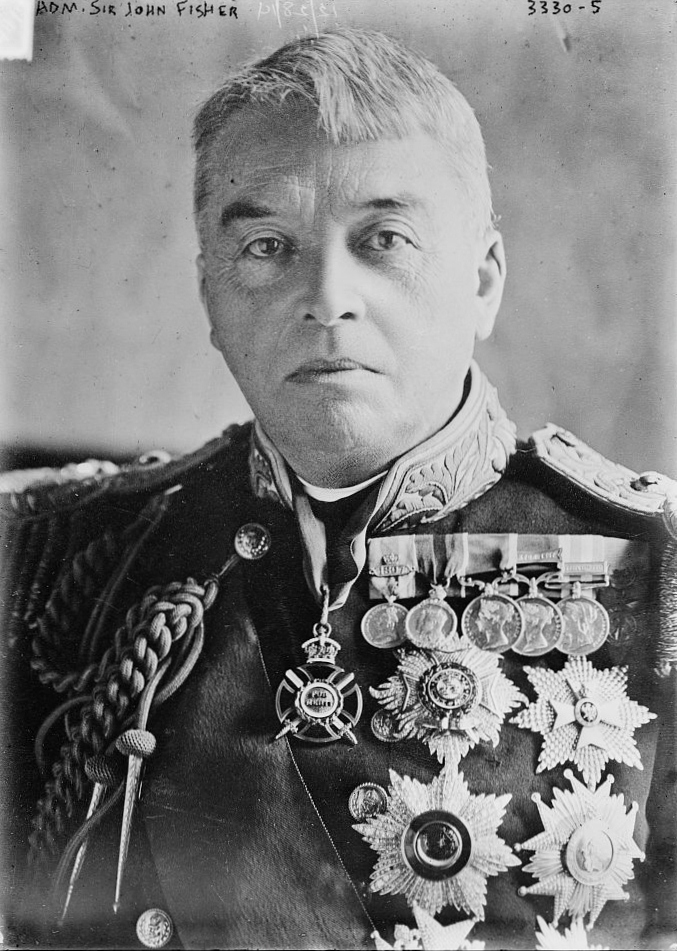
Der Erste Seelord Sir John „Jacky“ Fisher trat am 15. Mai 1915 aus Protest gegen das Scheitern der Dardanellen-Kampagne während der Schlacht von Gallipoli zurück.

Bereits am 7. August 1914 landeten die ersten Soldaten der Britischen Expeditionsstreitkräfte BEF (British Expeditionary Force) in Frankreich. Das Reichsverteidigungsgesetz DORA (Defense of Realm Act) wurde am 8. August 1914 verabschiedet und gab der Regierung weitreichende Notstandsbefugnisse. Am 26. August 1914 übergaben deutsche Truppen die Kolonie Togo an britisch-französische Truppen, die die bisherige deutsche Kolonie unter sich aufteilten. Am 5. November 1914 annektierten die Briten das seit 1878 von Großbritannien nach dem Russisch-Osmanischen Krieg vom Osmanischen Reich gepachtete Zypern. Durch den Geheimvertrag von London versprachen Großbritannien und Frankreich am 26. April 1915 Italien Territorium und Reparationen von Österreich-Ungarn und Deutschland am Ende des Krieges als Gegenleistung für den Beitritt zu den Alliierten.
Im Seegefecht bei Coronel am 1. November 1914 versenkte das deutsche Ostasiengeschwader unter Konteradmiral Maximilian von Spee die britischen Panzerkreuzer Good Hope und Monmouth vor der Küste Chiles. Es war Großbritanniens erste Seeniederlage seit über einem Jahrhundert, und Schlachtkreuzer wurden geschickt, um Rache zu nehmen. Im Seegefecht bei den Falklandinseln (8. Dezember 1914) ging von Spee mit seinem Flaggschiff, dem Panzerkreuzer Scharnhorst, unter und sein Geschwader wurde zerstört. Am 18. Februar 1915 begann Deutschland als Reaktion auf die Seeblockade deutscher Häfen durch die Royal Navy eine U-Boot-Blockade Großbritanniens.
Angriffe osmanischer Truppen auf die britischen Stellungen am Suezkanal wurden ab dem 7. Februar 1915 in dreitägigen Kämpfen zurückgewiesen. Das 20.000 Mann starke Expeditionskorps des Osmanischen Reiches musste ab dem 9. Februar 1915 den Rückzug in die Sinai-Wüste antreten. Der osmanische Vorstoß vermochte die britische Position am Suezkanal und in Ägypten nicht zu erschüttern. Er veranlasste Großbritannien jedoch dazu, seine in Ägypten stationierten Streitkräfte bis zum Jahresende von 70.000 auf 250.000 Mann aufzustocken. Truppen der Triple Entente landeten am 25. April 1915 auf der Halbinsel Gallipoli an den Dardanellen. Den britischen, französischen und australischen Einheiten gelang es nach der Landung an der Westküste und der Südspitze der zum Osmanischen Reich gehörenden Halbinsel jedoch nicht, weiter ins Innere Gallipolis vorzudringen. Das Ziel der alliierten Aktionen während der Schlacht von Gallipoli, die Verbindung mit dem verbündeten Russland herzustellen, wurde jedoch nicht erreicht. Britische und französische Kriegsschiffe bombardierten am 19. Februar 1915 die Dardanellen in der Hoffnung, Konstantinopel einzunehmen und Versorgungsrouten nach Russland durch den Bosporus und das Schwarze Meer zu eröffnen. Aber die britischen Kriegsschiffe wurden am 18. März 1915 in der Meerenge versenkt und der Versuch aufgegeben. Das Osmanische Reich verstärkte seine Verteidigung in der Gegend. Am 25. April 1915 marschierten alliierte Landstreitkräfte auf der Halbinsel Gallipoli ein. Sie hofften, dort erfolgreich zu sein, wo die Royal Navy am 19. Februar 1915 scheiterte, aber alle Überraschung war längst verflogen, die Planung unzureichend und der Widerstand der Osmanen viel stärker als erwartet. Australische und neuseeländische Truppen landeten am falschen Ort, später ANZAC Cove genannt. Britische und französische Truppen bei Kap Helles erlitten schreckliche Verluste. Es entwickelte sich ein Grabenkrieg ähnlich dem an der Westfront. Am 15. Mai 1915 trat der Erste Seelord Sir John Fisher aus Protest gegen das Scheitern der Dardanellen-Kampagne zurück.

## Mitglieder des Kabinetts
| Amt                                                                                             | Amtsinhaber | Beginn der Amtszeit                                                                                              | Ende der Amtszeit                                                                                              |
| ----------------------------------------------------------------------------------------------- | --- | --- | --- |
| Prime Minister (Premierminister)                                                                | Herbert Henry Asquith | 5. April 1908 | 25. Mai 1915                                                                                                   |
| Lord President of the Council (Präsident des Geheimen Kronrates)                                | Edward Marjoribanks, 2. Baron Tweedmouth Henry Fowler, 1. Viscount Wolverhampton William Lygon, 7. Earl Beauchamp John Morley, 1. Viscount Morley of Blackburn William Lygon, 7. Earl Beauchamp | 12. April 1908 13. Oktober 1908 16. Juni 1910 3. November 1910 5. August 1914                                    | 13. Oktober 1908 16. Juni 1910 3. November 1910 5. August 1914 25. Mai 1915                                    |
| Lord Chancellor (Lordkanzler)                                                                   | Robert Reid, 1. Baron Loreburn Richard Haldane, 1. Viscount Haldane | 12. April 1908 10. Juni 1912                                                                                     | 10. Juni 1912 25. Mai 1915                                                                                     |
| Lord Privy Seal (Lordsiegelbewahrer)                                                            | George Robinson, 1. Marquess of Ripon Robert Crewe-Milnes, 1. Earl of Crewe Robert Wynn-Carington, 1. Earl of Carrington Robert Crewe-Milnes, 1. Earl of Crewe                                  | 12. April 1908 9. Oktober 1908 23. Oktober 1911 13. Februar 1912                                                 | 9. Oktober 1908 23. Oktober 1911 13. Februar 1912 25. Mai 1915                                                 |
| Chancellor of the Exchequer (Schatzkanzler)                                                     | David Lloyd George | 12. April 1908                                                                                                   | 25. Mai 1915                                                                                                   |
| Secretary of State for Foreign Affairs (Außenminister)                                          | Sir Edward Grey | 12. April 1908                                                                                                   | 25. Mai 1915                                                                                                   |
| Home Secretary (Innenminister)                                                                  | Herbert Gladstone Winston Churchill Reginald McKenna | 12. April 1908 14. Februar 1910 23. Oktober 1911                                                                 | 14. Februar 1910 23. Oktober 1911 25. Mai 1915                                                                 |
| First Lord of the Admiralty (Erster Lord der Admiralität)                                       | Reginald McKenna Winston Churchill | 12. April 1908 23. Oktober 1911                                                                                  | 23. Oktober 1911 25. Mai 1915                                                                                  |
| President of the Board of Agriculture and Fisheries (Minister für Landwirtschaft und Fischerei) | Robert Wynn-Carington, 1. Earl of Carrington Walter Runciman Auberon Herbert, 9. Baron Lucas | 12. April 1909 23. Oktober 1911 6. August 1914                                                                   | 23. Oktober 1911 6. August 1914 25. Mai 1915                                                                   |
| Attorney General for England and Wales (Generalstaatsanwalt für England und Wales)              | Sir Rufus Isaacs Sir John Simon | 4. Juni 1912 19. Oktober 1913                                                                                    | 19. Oktober 1913 25. Mai 1915                                                                                  |
| Secretary of State for the Colonies (Minister für die Kolonien)                                 | Robert Crewe-Milnes, 1. Earl of Crewe Lewis Harcourt | 12. April 1908 3. November 1910                                                                                  | 3. November 1910 25. Mai 1915                                                                                  |
| President of the Board of Education (Bildungsminister)                                          | Walter Runciman Joseph „Jack“ Pease | 12. April 1908 23. Oktober 1911                                                                                  | 23. Oktober 1911 25. Mai 1915                                                                                  |
| Secretary of State for India (Minister für Indien)                                              | John Morley Robert Crewe-Milnes, 1. Earl of Crewe John Morley Robert Crewe-Milnes, 1. Earl of Crewe                                                                                             | 12. April 1908 3. November 1910 7. März 1911 25. Mai 1911                                                        | 3. November 1910 7. März 1911 25. Mai 1911 25. Mai 1915                                                        |
| Chief Secretary for Ireland (Chefsekretär für Irland)                                           | Augustine Birrell | 12. April 1908                                                                                                   | 25. Mai 1915                                                                                                   |
| Chancellor of the Duchy of Lancaster (Kanzler des Herzogtums Lancaster)                         | Sir Henry Fowler Edmond Fitzmaurice, 1. Baron Fitzmaurice Herbert Samuel Joseph „Jack“ Pease Charles Hobhouse Charles Masterman Edwin Samuel Montagu                                            | 12. April 1908 13. Oktober 1908 25. Juni 1909 14. Februar 1910 23. Oktober 1911 11. Februar 1914 3. Februar 1915 | 13. Oktober 1908 25. Juni 1909 14. Februar 1910 23. Oktober 1911 11. Februar 1914 3. Februar 1915 25. Mai 1915 |
| President of the Local Government Board (Kommunalminister)                                      | John Elliot Burns Herbert Samuel | 12. April 1908 11. Februar 1914                                                                                  | 11. Februar 1914 25. Mai 1915                                                                                  |
| Postmaster General (Postminister)                                                               | Sydney Buxton Herbert Samuel Charles Hobhouse | 12. April 1908 14. Februar 1910 11. Februar 1914                                                                 | 14. Februar 1910 11. Februar 1914 25. Mai 1915                                                                 |
| Secretary of State for Scotland (Schottland-Minister)                                           | John Sinclair Thomas McKinnon Wood | 12. April 1908 13. Februar 1912                                                                                  | 13. Februar 1912 25. Mai 1915                                                                                  |
| President of the Board of Trade (Handelsminister)                                               | Winston Churchill Sydney Buxton John Elliot Burns Walter Runciman | 12. April 1908 14. Februar 1910 11. Februar 1914 5. August 1914                                                  | 14. Februar 1910 11. Februar 1914 5. August 1914 25. Mai 1915                                                  |
| Secretary of State for War (Kriegsminister)                                                     | Richard Haldane J. E. B. Seely Herbert Henry Asquith Herbert Kitchener, 1. Earl Kitchener | 12. April 1908 12. Juni 1912 30. März 1914 5. August 1914                                                        | 12. Juni 1912 30. März 1914 5. August 1914 25. Mai 1915                                                        |
| First Commissioner of Works (Minister für öffentliche Arbeiten)                                 | Lewis Harcourt William Lygon, 7. Earl Beauchamp Alfred Emmott, 1. Baron Emmott | 12. April 1908 3. November 1910 6. August 1914                                                                   | 3. November 1910 6. August 1914 25. Mai 1915                                                                   |

## Hintergrundliteratur
- Das Viktorianische England, in: Weltgeschichte in Bildern. Der Reichsgedanke. Die großen Nationen von 1850 bis 1914, Gondrom Verlag, Bayreuth 1982, ISBN 3-8112-0248-0
- Heinrich Pleticha (Herausgeber): Weltgeschichte. Fürstenhöfe und Fabriken. Die Welt im Zeitalter des Imperialismus, Bertelsmann Lexikon Verlag, Gütersloh 1996, ISBN 3-577-15010-6
- Ulrike Müller-Kaspar (Herausgeberin): Die Jahrtausendbibliothek. Das Zwanzigste Jahrhundert, Tosa Verlag, Wien 1999
- Das 20. Jahrhundert. Ein illustrierter Rückblick auf 100 Jahre Weltgeschehen, H+L Verlagsgesellschaft, Köln 1999
- Chambers Dictionary of World History, Chambers Harrap 2002, ISBN 0-550-13000-4
- Timothy Venning: Compendium of British Office Holders, Palgrave Macmillan UK, 2005, ISBN 978-0-230-50587-2 (Onlineversion)
- Hywell Williams (Herausgeber): The Modern World: 1900–2004, in: Cassell’s Chronology of World History. Dates, Events and Ideas that Made History, Weidenfeld & Nicolson, London 2005, ISBN 0-304-35730-8
- Der Große Ploetz. Die Enzyklopädie der Weltgeschichte, Verlag Vandenhoeck & Ruprecht, 35. Auflage, 2008, ISBN 978-3-525-32008-2